# Валашківці
Валашківці або Валяшківці (словац. Valaškovce) — колишнє село в Словаччині, на території теперішнього Гуменського округу Пряшівського краю виселене у 1937 році через заснування військового полігону Валашківці.

## Історія
Уперше згадується у 1635 році.
У 1937 році переважна більшість мешканців (49 хат) переселилось у Гуменне в частину «За водою», яку місцеві до сих пір називають «Валашковце» і одна з вулиць називається Валашківською (словац. Valaškovská ulica). На місці колишнього села залишилась церква, цвинтар та сліди присадибних ділянок.
Протікає потік Барнов.

## Населення
У 1880 році в селі проживало 326 осіб, з них 303 вказало рідною мовою русинську, 15 словацьку, 2 німецьку, 1 угорську, 3 особи були німі а 2 чужинці. Релігійний склад: 309 греко-католиків, 12 римо-католиків, 5 юдеїв.
У 1910 році в селі проживало 249 осіб, з них 236 вказало рідною мовою русинську, 10 словацьку, 3 угорську. Релігійний склад: 242 греко-католиків, 7 римо-католиків.

## Принагідно
- Valaškovce v Humennom? Vlastne sú to Humenčania ZA VODOU [Архівовано 9 лютого 2018 у Wayback Machine.]
- Панькевич І. Говір села Валашковець бувшої Земплинської жупи на Закарпатті // Записки Наукового товариства імені Шевченка. — 1930. — Т. 99. — С. 337-374.

| Словаччина | Це незавершена стаття з географії Словаччини. Ви можете допомогти проєкту, виправивши або дописавши її. |